# Open Gaz de France 1998
L'Open Gaz de France 1998 è stato un torneo di tennis giocato sul cemento indoor.
È stata la 6ª edizione dell'Open Gaz de France, che fa parte della categoria Tier II nell'ambito del WTA Tour 1998.
Si è giocato dal 9 al 15 febbraio 1998.

## Campionesse

### Singolare
Mary Pierce ha battuto in finale  Dominique Van Roost con il punteggio di 6–3, 7–5

### Doppio
Sabine Appelmans /  Miriam Oremans hanno battuto in finale  Anna Kurnikova /  Larisa Neiland con il punteggio di 1–6, 6–3, 7–6